# Strażnica KOP „Brzezina”

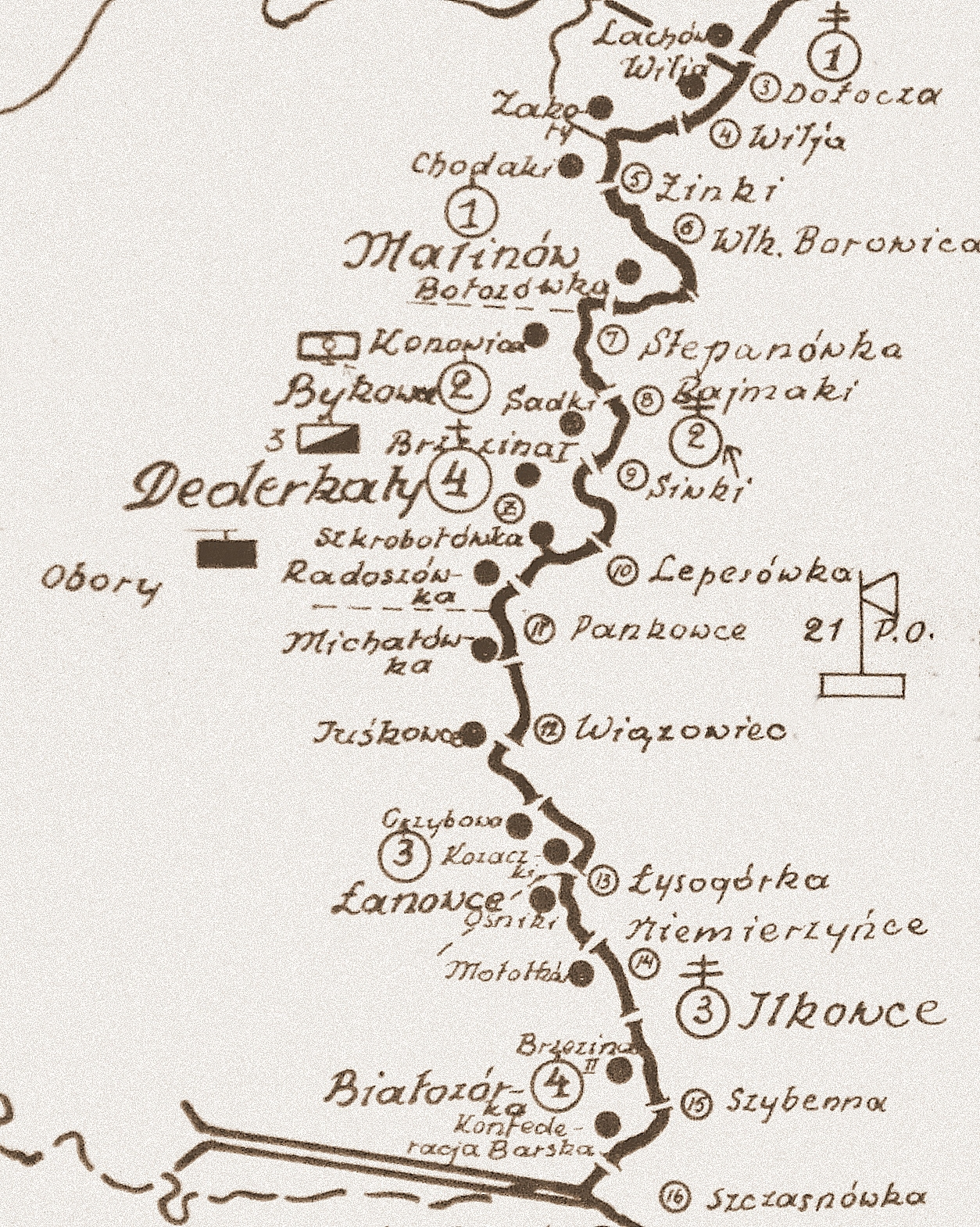
Rozmieszczenie batalionu KOP „Dederkały” w 1931

Strażnica KOP „Brzezina” – zasadnicza jednostka organizacyjna Korpusu Ochrony Pogranicza pełniąca służbę ochronną na granicy polsko-sowieckiej.

## Formowanie i zmiany organizacyjne
W 1924, w składzie 1 Brygady Ochrony Pogranicza, został sformowany 4 batalion graniczny. W 1928 w skład batalionu wchodziło 17 strażnic, w tym 131 strażnica KOP „Brzezina II” . W latach 1928–1939 w strukturze organizacyjnej 4 kompanii granicznej KOP „Białozórka” funkcjonowała strażnica KOP „Brzezina” . Strażnica liczyła około 18 żołnierzy i rozmieszczona była przy linii granicznej z zadaniem bezpośredniej ochrony granicy państwowej.
W 1932 obsada strażnicy zakwaterowana była w budynku popolicyjnym. Strażnicę z macierzystą kompanią łączyła droga polna długości 5 km.

## Służba graniczna
Podstawową jednostką taktyczną Korpusu Ochrony Pogranicza przeznaczoną do pełnienia służby ochronnej był batalion graniczny. Odcinek batalionu dzielił się na pododcinki kompanii, a te z kolei na pododcinki strażnic, które były „zasadniczymi jednostkami pełniącymi służbę ochronną”, w sile półplutonu. Służba ochronna pełniona była systemem zmiennym, polegającym na stałym patrolowaniu strefy nadgranicznej, wystawianiu posterunków alarmowych, obserwacyjnych i kontrolnych stałych, patrolowaniu i organizowaniu zasadzek w miejscach rozpoznanych jako niebezpieczne, kontrolowaniu dokumentów i zatrzymywaniu osób podejrzanych, a także utrzymywaniu ścisłej łączności między oddziałami i władzami administracyjnymi.
Strażnica KOP „Brzezina” w 1932 i 1938 ochraniała pododcinek granicy państwowej szerokości 4 kilometrów 660 metrów od słupa granicznego nr 1849 do 1855.
Sąsiednie strażnice:
- strażnica KOP „Mołotków” ⇔ strażnica KOP „Konfederacja Barska” – 1928[3], 1929[4], 1931[5] , 1932[6], 1934[7], 1938[8]